# Erik Charpentier
Carl Erik (Erik) Charpentier (Sölvesborg, 17 augustus 1897 - Lund, 17 februari 1978) was een Zweedse turner. 
Charpentier won met de Zweedse ploeg olympisch goud in de landenwedstrijd Zweeds systeem tijdens de Olympische Zomerspelen 1920.

## Resultaten

### Olympische Zomerspelen
| Jaar | Plaats    | Resultaten                           |
| ---- | --------- | ------------------------------------ |
| 1920 | Antwerpen | in de landenwedstrijd Zweeds systeem |